# Juan de Cervantes (bispo)
Juan de Cervantes (24 de junho de 1553 - 13 de setembro de 1614) foi um prelado católico romano que serviu como bispo de Antequera (1608–1614).

## Biografia
Juan de Cervantes nasceu no México a 24 de junho de 1553. No dia 28 de maio de 1608, foi nomeado Bispo de Antequera. A 3 de maio de 1609 foi consagrado bispo por Alfonso de la Mota y Escobar, que era bispo de Tlaxcala. Foi bispo de Antequera até à sua morte a 13 de setembro de 1614.